# Шумово (Нижегородская область)
Шу́мово — деревня в Гагинском районе Нижегородской области России. Входит в состав Большеаратского сельсовета.

## География
Деревня находится в юго-восточной части Нижегородской области, в зоне хвойно-широколиственных лесов, к северу от автодороги 22Н-1816, на расстоянии приблизительно 9 км (по прямой) к западу-северо-западу (WNW) от села Гагино, административного центра района. Абсолютная высота — 165 м над уровнем моря.
Климат
Климат характеризуется как умеренно континентальный, с коротким тёплым летом и холодной снежной зимой. Среднегодовая температура — 3,2 — 3,4 °C. Средняя температура воздуха самого тёплого месяца (июля) — 17 — 19 °C; самого холодного (января) — −14 — −12 °C. Среднегодовое количество атмосферных осадков составляет 450—500 мм, из которых 349 мм выпадает в период с апреля по октябрь.
Часовой пояс
Деревня Шумово, как и вся Нижегородская область, находится в часовой зоне МСК (московское время). Смещение применяемого времени относительно UTC составляет +3:00.

## История
Вероятное возникновение поселения: конец XVI — начало XVII веков. Название по всей видимости связано с именем одного из первых хозяев тех мест Шума Незнина, одного из служилых людей при дворе царя Фёдора Иоанновича.

## Население
| 2002 | 2010 |
| ---- | ---- |
| 17   | ↘1   |

Национальный состав
Согласно результатам переписи 2002 года, в национальной структуре населения русские составляли 100 %.